# F*** Off, I’m a Hairy Woman
F*** Off, I’m a Hairy Woman (deutsch: „Schleich Dich, Ich bin eine haarige Frau“) war eine Dokumentation des BBC über das Bild und Stereotype der weiblichen Körperbehaarung aus dem Jahr 2007, Moderatorin war die Komödiantin Shazia Mirza.
Die Sendung war Teil einer Reihe: F*** Off, I’m Fat und F*** Off, I’m Ginger (deutsch: „…, ich bin fett“ bzw. „…, ich habe rote Haare“).
Die nach eigenen Angaben von der Enthaarung ihres Körpers besessene Mirza ließ für die Sendung über den Zeitraum von sechs Monaten ihre gesamte Körperbehaarung wachsen. 
Im Zuge der Vorbereitung zur Produktion interviewte sie Passanten der britischen Stadt mit der höchsten Dichte von Friseur- oder Kosmetiksalons, Hove. Alle thematisierten Fragen der komödiantisch angelegten Show standen unter der vorgeblichen Maxime, dass weibliche Schönheit im 21. Jahrhundert zwangsläufig mit enthaarten Körpern einher gehe.
Nachdem Mirza über den Produktionszeitraum die Intoleranz der Gesellschaft gegenüber Lebensweisen abseits des Mainstream reflektierte, gipfelte ihr Experiment in einer Fashion Show mit behaarten Models in Unterwäsche aus Körperhaar, welche von der Künstlerin Tracey Moberly hergestellt worden war.